# Dorfkirche Altremda

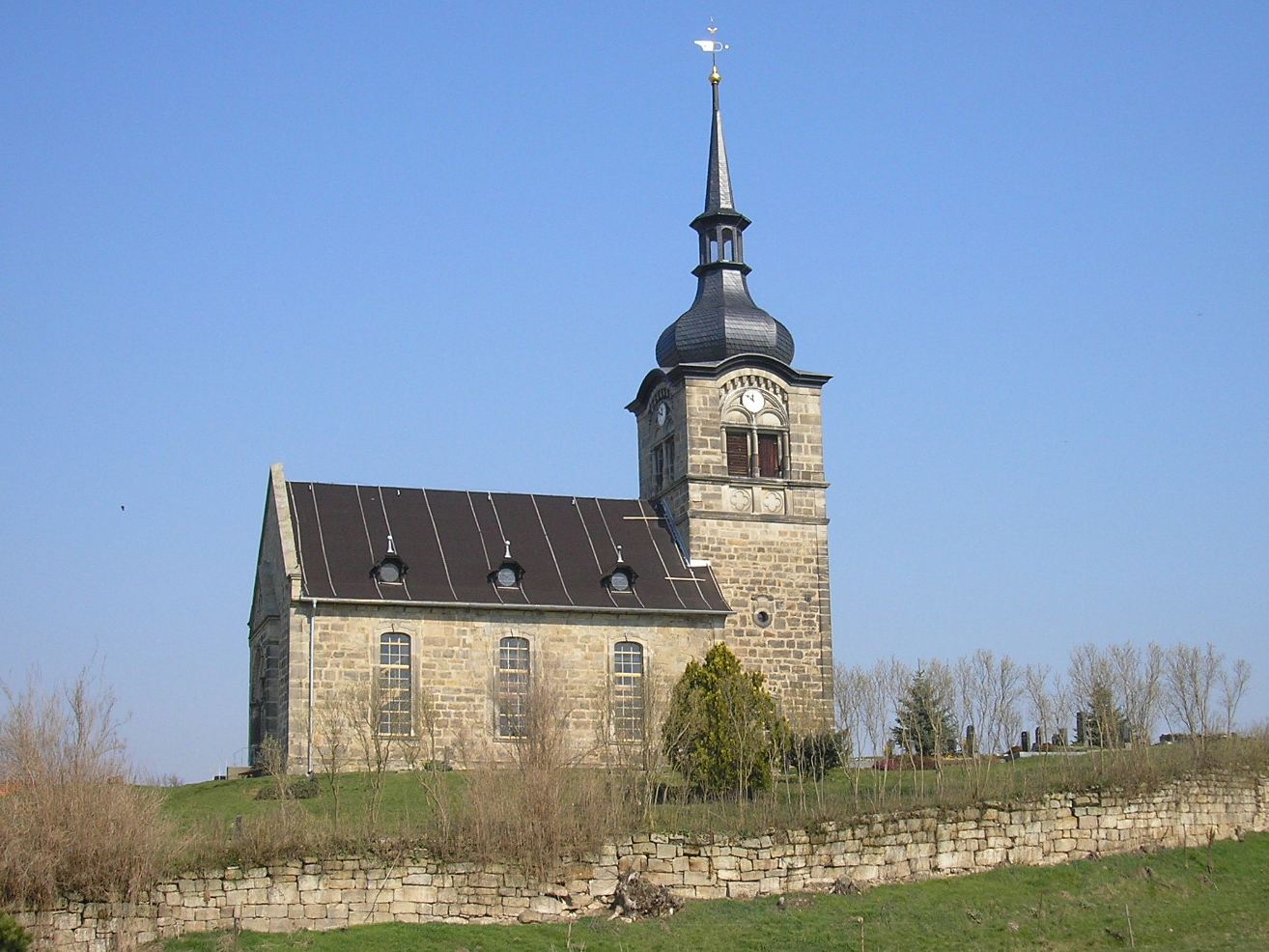
Die Kirche

Die evangelische Dorfkirche Altremda steht auf einer kleinen Erhöhung nördlich der Dorfstraße im Friedhof des Stadtteiles Altremda der Stadt Rudolstadt im Landkreis Saalfeld-Rudolstadt in Thüringen.
Ursprünglich befand sich an der Stelle eine 1778 erbaute Kirche mit noch älterem Ostturm.
Nachdem diese einem Brand zum Opfer gefallen war, wurde die neue Dorfkirche im Jahr 1893 errichtet. Sie besitzt eine Turmhaube und ein Satteldach. Innen ist sie seit 2001 komplett ausgemalt.
Die Orgel ist ein Werk der Firma Lösche aus Rudolstadt.

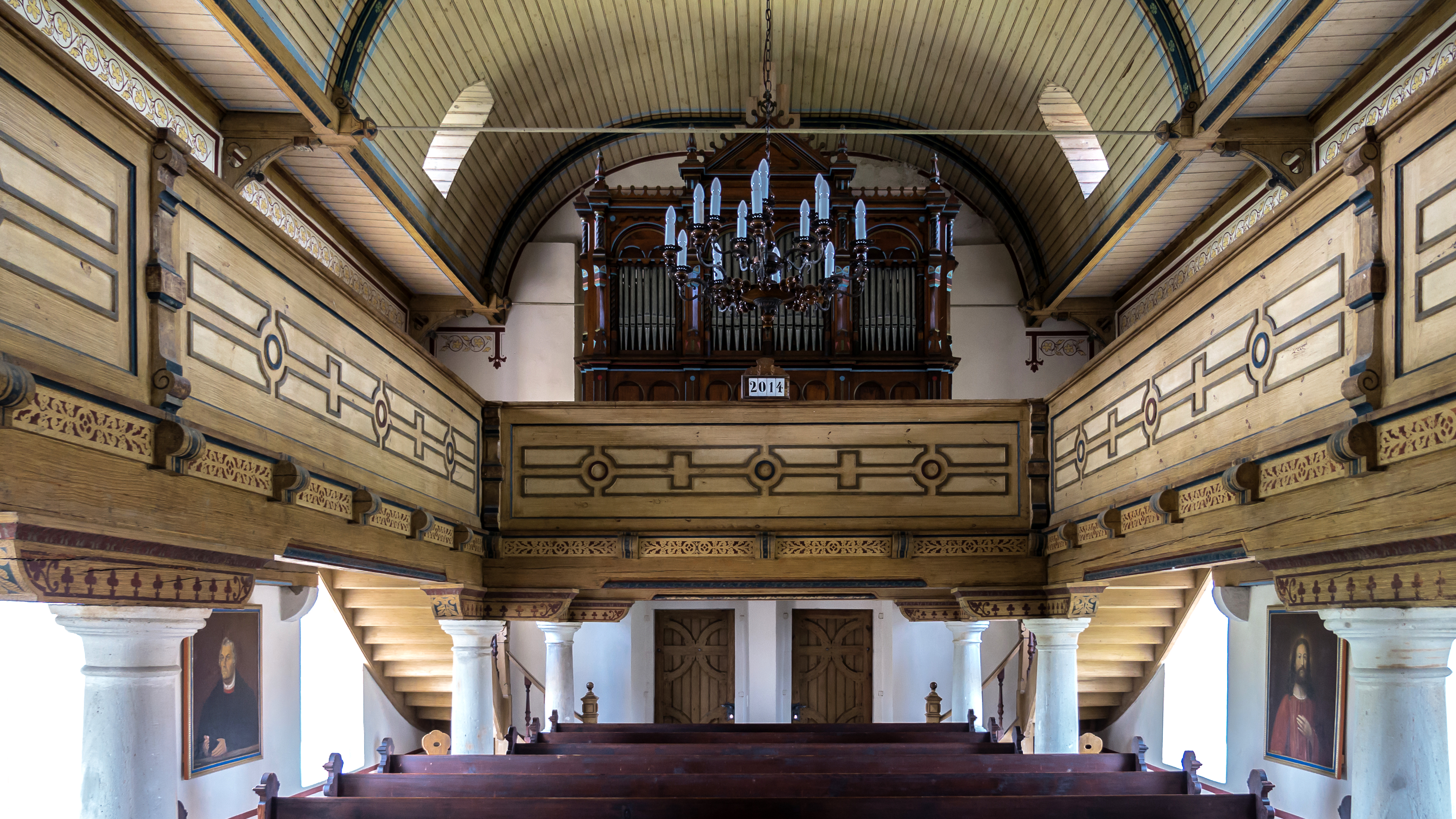
Kirchenraum
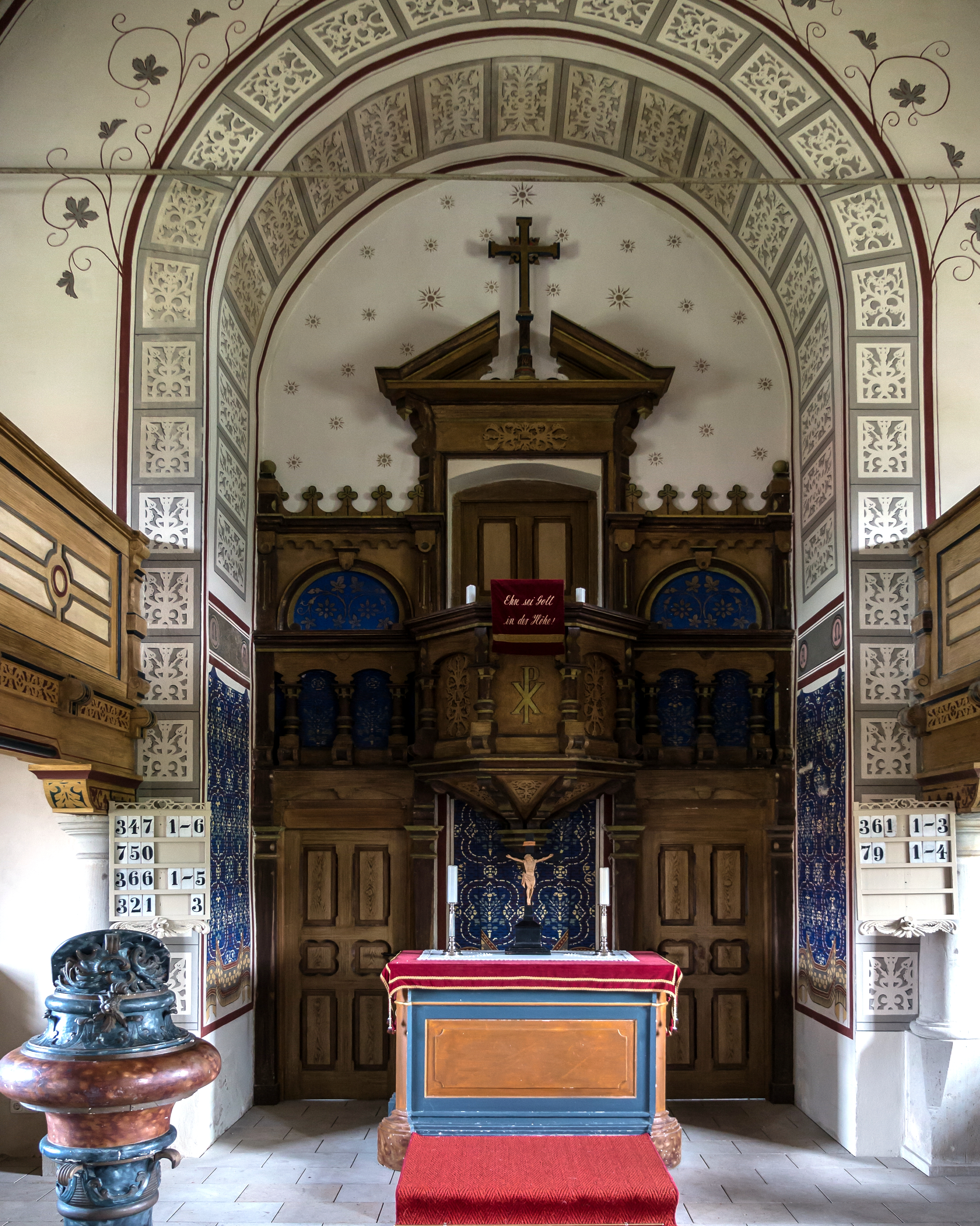
Altar
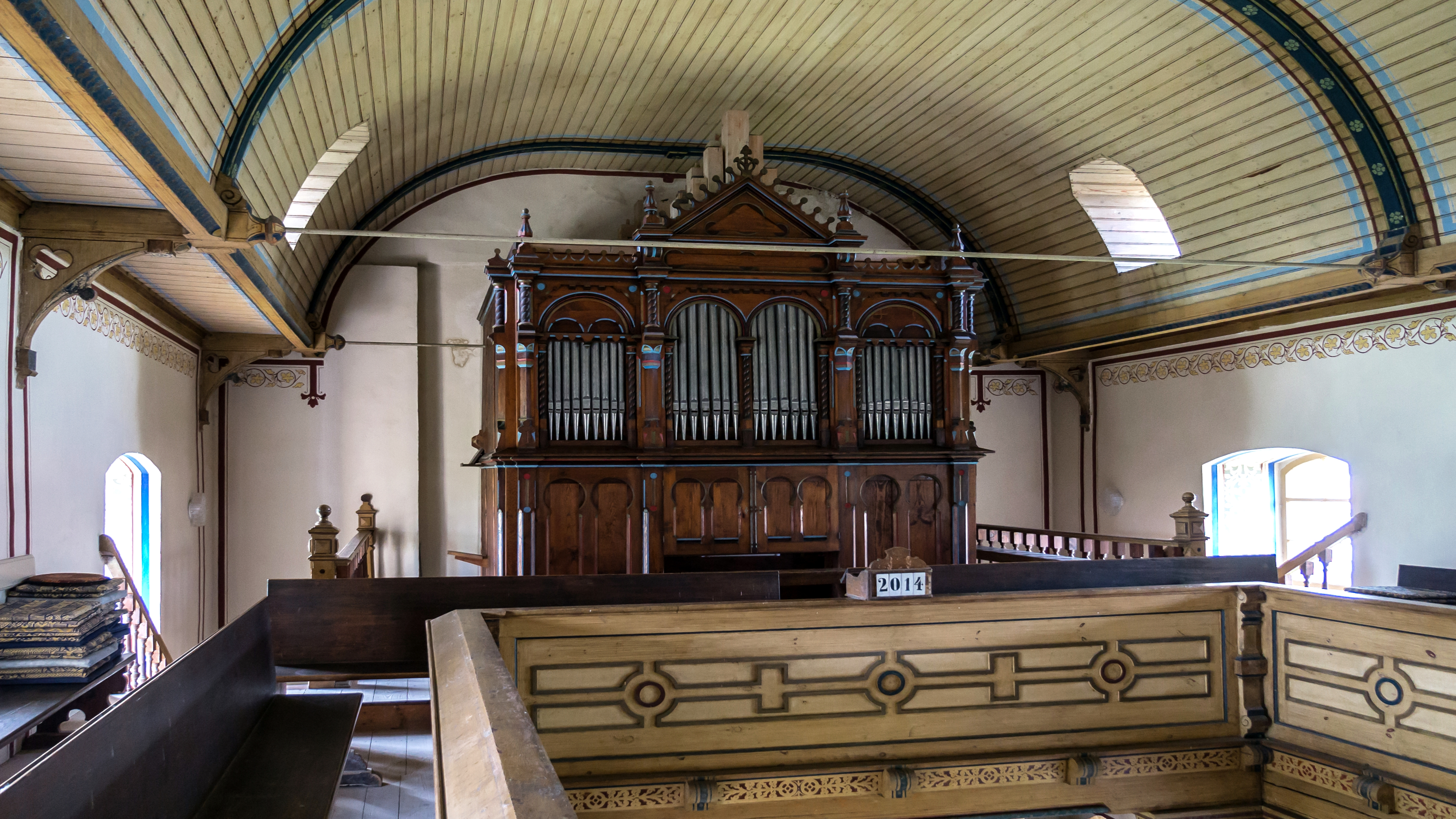
Empore und Orgel